# تشهارانغج جوكار (مارغون)
تشهارانغج جوکار (بالفارسية: چهارانگج جوکار) هي قرية تقع في إيران في قسم مارغون الريفي. يقدر عدد سكانها بـ 129 نسمة بحسب إحصاء 2016.